# Torneo Apertura 2018 (Uruguay)
El Torneo Apertura 2018 constituyó el primer certamen del 115.º Campeonato de Primera División del fútbol uruguayo organizado por la AUF.
El torneo fue nombrado Sr. Abdón Porte en honor a un exjugador de Nacional.

## Participantes

### Ascensos y descensos
Un total de 15 equipos disputarán el campeonato, incluyendo 12 equipos de la Primera División de Uruguay 2017 y tres ascendidos desde la Segunda División de Uruguay 2017.
El Tanque Sisley fue desafiliado a último momento por no poder pagar lo adeudado, por lo que su descenso al Campeonato de Segunda División de 2019 está decretado, por lo cual solo descenderán dos equipos por la tabla de promedios al mencionado campeonato.
|  | Club     | Ascendido como                         |
|  | -------- | -------------------------------------- |
|  | Torque   | Campeón Segunda División 2017          |
|  | Atenas   | Subcampeón Segunda División 2017       |
|  | Progreso | Ganador Play-Off Segunda División 2017 |

|  | Club          | Descendido como             |
|  | ------------- | --------------------------- |
|  | Sud América   | 14° Tabla del descenso 2017 |
|  | Juventud      | 15° Tabla del descenso 2017 |
|  | Plaza Colonia | 16° Tabla del descenso 2017 |

## Información de equipos
Todos los datos estadísticos corresponden únicamente a los Campeonatos Uruguayos organizados por la Asociación Uruguaya de Fútbol, no se incluyen los torneos de la FUF de 1923, 1924 ni el Torneo del Consejo Provisorio 1926 en las temporadas contadas. Las fechas de fundación de los equipos son las declaradas por los propios clubes implicados. A su vez, la columna "estadio" refleja el estadio dónde el equipo más veces oficia de local en sus partidos, pero no indica que el equipo en cuestión sea propietario del mismo.
| Club                 | Fundación |  | Localía    | Estadio                | Capacidad | Temporadas en 1ª | Ligas | Copas | Fechas | Entrenador         | Indumentaria | 2017 |
| -------------------- | --------- |  | ---------- | ---------------------- | --------- | ---------------- | ----- | ----- | ------ | ------------------ | ------------ | ---- |
| Peñarol              | 1891      |  | Montevideo | Campeón del Siglo      | 40.005    | 112              | 49    | 43    | 1-     | Leonardo Ramos     | Puma         | 1°   |
| Defensor Sporting    | 1913      |  | Montevideo | Estadio Luis Franzini  | 16.000    | 88               | 4     | 3     | 1-     | Eduardo Acevedo    | Umbro        | 2°   |
| Nacional             | 1899      |  | Montevideo | Gran Parque Central    | 26.500    | 113              | 46    | 54    | 1-     | Alexander Medina   | Umbro        | 3°   |
| Montevideo Wanderers | 1902      |  | Montevideo | Parque Viera           | 14.000    | 98               | 3     | 10    | 1-     | Eduardo Espinel    | Umbro        | 4°   |
| Cerro                | 1922      |  | Montevideo | Estadio Luis Tróccoli  | 25.000    | 69               | -     | -     | 1-     | Fernando Correa    | Luanvi       | 5°   |
| Boston River         | 1939      |  | Canelones  | Parque Artigas         | 9.000     | 2                | -     | -     | 1-     | Alejandro Apud     | Matgeor      | 6°   |
| Rampla Juniors       | 1914      |  | Montevideo | Estadio Olímpico       | 6.000     | 68               | 1     | 4     | 1-     | Luis López         | Marathon     | 7°   |
| Danubio              | 1932      |  | Montevideo | Jardines del Hipódromo | 18.000    | 65               | 4     | 2     | 1-     | Pablo Peirano      | Luanvi       | 8°   |
| River Plate          | 1932      |  | Montevideo | Parque Saroldi         | 5.165     | 66               | -     | 2     | 1-     | Pablo Tiscornia    | Mgr Sport    | 9°   |
| Racing               | 1919      |  | Montevideo | Parque Roberto         | 8.500     | 48               | -     | -     | 1-     | Rodrigo López      | Mgr Sport    | 10°  |
| Fénix                | 1916      |  | Montevideo | Parque Capurro         | 5.500     | 33               | -     | -     | 1-     | Nathaniel Revetria | Mgr Sport    | 11°  |
| Liverpool            | 1915      |  | Montevideo | Belvedere              | 8.384     | 74               | -     | -     | 1-     | Paulo Pezzolano    | Joma         | 12°  |
| Torque               | 2007      |  | Montevideo | Estadio José Nasazzi   | 5.002     | 0                | -     | -     | 1-     | Pablo Marini       | Luanvi       |      |
| Atenas               | 1928      |  | Maldonado  | Estadio Atenas         | 6.000     | 2                | -     | -     | 1-     | Adolfo Barán       | Starbade     |      |
| Progreso             | 1917      |  | Montevideo | Abraham Paladino       | 5.400     | 21               | 1     | 1     | 1-     | Marcelo Méndez     | Mgr Sport    |      |

## Sedes

### Equipos por departamento
Lugar de origen de los estadios utilizados por cada una de las instituciones de la Primera División, de manera que no refleja la procedencia original de dichos clubes, dado que Torque ha decidido jugar en el interior del país y no en Montevideo, donde se encuentra su sede.
|  | Departamento | N° | Equipos |
|  | ------------ | -- | --- |
|  | Montevideo   | 13 | Cerro, Danubio, Defensor Sporting, Fénix, Liverpool, Montevideo Wanderers, Nacional, Peñarol, Progreso, Racing, Rampla Juniors, River Plate y Torque |
|  | Maldonado    | 1  | Atenas |
|  | Canelones    | 1  | Boston River |

### Estadios utilizados
| Escala nacional                          | Escala montevideana | Escala montevideana |
| ---------------------------------------- | --- | ------------------- |
| Atenas Boston R. Montevideo (13 equipos) | Cerro Rampla Liverpool Defensor Sporting Nacional Peñarol Racing Progreso Torque Montevideo Wanderers River Plate Fénix Danubio |                     |

Listados de los estadios que utilizan los equipos participantes y su respectiva información, ordenados según su capacidad. El Estadio Centenario no fue presentado como estadio locatario por ninguno de dichos clubes, pero en algunas ocasiones es designado por la AUF como escenario para enfrentar a Nacional o Peñarol por motivos de seguridad.
Torque presenta al Estadio Nasazzi como su estadio para jugar de local, pero es propiedad del Club Atlético Bella Vista. Boston River presenta al Parque Artigas como su estadio para jugar de local, pero es propiedad de Juventud. Atenas presenta al Domingo Burgueño Miguel como su estadio para jugar de local, pero es de propiedad municipal.
| Centenario                   |
| Montevideo                   |
|                              |
| Capacidad: 65.235            |
| Equipo local: Cancha neutral |

| Campeón del Siglo     |
| Montevideo            |
|                       |
| Capacidad: 40.005     |
| Equipo local: Peñarol |

| Gran Parque Central    |
| Montevideo             |
|                        |
| Capacidad: 26.500      |
| Equipo local: Nacional |

| Domingo Burgueño Miguel |
| Maldonado               |
|                         |
| Capacidad: 25.000       |
| Equipo local: Atenas    |

| Luis Tróccoli       |
| Montevideo          |
|                     |
| Capacidad: 25.000   |
| Equipo local: Cerro |

| María Mincheff de Lazaroff |
| Montevideo                 |
|                            |
| Capacidad: 18.000          |
| Equipo local: Danubio      |

| Luis Franzini                   |
| Montevideo                      |
|                                 |
| Capacidad: 16.000               |
| Equipo local: Defensor Sporting |

| Parque Alfredo Víctor Viera |
| Montevideo                  |
|                             |
| Capacidad: 11.000           |
| Equipo local: M. Wanderers  |

| Parque Artigas             |
| Canelones                  |
|                            |
| Capacidad: 9.000           |
| Equipo local: Boston River |

| Parque Osvaldo Roberto |
| Montevideo             |
|                        |
| Capacidad: 8.500       |
| Equipo local: Racing   |

| Belvedere               |
| Montevideo              |
|                         |
| Capacidad: 8.384        |
| Equipo local: Liverpool |

| Olímpico                     |
| Montevideo                   |
|                              |
| Capacidad: 6.000             |
| Equipo local: Rampla Juniors |

| Parque Capurro      |
| Montevideo          |
|                     |
| Capacidad: 5.500    |
| Equipo local: Fénix |

| Parque Abraham Paladino |
| Montevideo              |
|                         |
| Capacidad: 5.400        |
| Equipo local: Progreso  |

| Parque Federico Omar Saroldi |
| Montevideo                   |
|                              |
| Capacidad: 5.165             |
| Equipo local: River Plate    |

| José Nasazzi         |
| Montevideo           |
|                      |
| Capacidad: 5.002     |
| Equipo local: Torque |

## Clasificación

### Tabla de posiciones
|                                           | Pos. | Equipos           | PJ | PG | PE | PP | GF | GC | Dif. | Puntos |
| ----------------------------------------- | ---- | ----------------- | -- | -- | -- | -- | -- | -- | ---- | ------ |
|                                           | 1°   | Nacional (C)      | 15 | 12 | 2  | 1  | 26 | 8  | +18  | 38     |
|                                           | 2°   | Peñarol           | 15 | 11 | 3  | 1  | 28 | 10 | +18  | 36     |
|                                           | 3°   | Danubio           | 15 | 9  | 3  | 3  | 23 | 13 | +10  | 30     |
|                                           | 4°   | Defensor Sporting | 15 | 9  | 3  | 3  | 26 | 20 | +6   | 30     |
|                                           | 5°   | Liverpool         | 15 | 7  | 4  | 4  | 17 | 16 | +1   | 27     |
|                                           | 6°   | River Plate       | 15 | 7  | 4  | 4  | 28 | 22 | +6   | 25     |
|                                           | 7°   | Cerro             | 15 | 7  | 4  | 4  | 16 | 18 | -2   | 25     |
|                                           | 8°   | Progreso          | 15 | 6  | 3  | 6  | 25 | 17 | +8   | 21     |
|                                           | 9°   | Fénix             | 15 | 6  | 2  | 7  | 18 | 18 | 0    | 20     |
|                                           | 10°  | Boston River      | 15 | 5  | 5  | 5  | 17 | 21 | -4   | 19     |
|                                           | 11°  | Wanderers         | 15 | 5  | 3  | 7  | 14 | 20 | -6   | 18     |
|                                           | 12°  | Atenas            | 15 | 5  | 1  | 9  | 11 | 27 | -16  | 16     |
|                                           | 13°  | Racing            | 15 | 3  | 3  | 9  | 14 | 24 | -10  | 12     |
|                                           | 14°  | Torque            | 15 | 2  | 4  | 9  | 13 | 27 | -14  | 10     |
|                                           | 15°  | Rampla Juniors    | 15 | 2  | 4  | 9  | 12 | 27 | -15  | 10     |
| Última actualización: 23 de abril de 2018 |      |                   |    |    |    |    |    |    |      |        |

|  | Campeón del Torneo Apertura y clasificado a semifinal de la definición del Campeonato Uruguayo. |

- Nota: Los equipos que tuvieron fecha libre por no enfrentar a El Tanque Sisley sumaron 3 puntos y se consideró partido jugado y ganado, pero no recibieron goles a favor.

### Evolución de la clasificación
| Jornada / Equipo     | 1  | 2  | 3  | 4  | 5  | 6  | 7  | 8  | 9  | 10 | 11 | 12 | 13 | 14 | 15 |
| Jornada / Equipo     |    |    |    |    |    |    |    |    |    |    |    |    |    |    |    |
| -------------------- | -- | -- | -- | -- | -- | -- | -- | -- | -- | -- | -- | -- | -- | -- | -- |
| Peñarol              | 4  | 2  | 3  | 2  | 1  | 1  | 1  | 1  | 2  | 2  | 2  | 2  | 2  | 2  | 2  |
| Defensor Sporting    | 1  | 8  | 6  | 5  | 5  | 6  | 6  | 6  | 5  | 4  | 3  | 3  | 4  | 4  | 4  |
| Nacional             | 2  | 1  | 1  | 1  | 3  | 2  | 2  | 2  | 1  | 1  | 1  | 1  | 1  | 1  | 1  |
| Montevideo Wanderers | 5  | 3  | 5  | 7  | 9  | 7  | 7  | 7  | 8  | 6  | 9  | 8  | 9  | 9  | 11 |
| Cerro                | 8  | 10 | 8  | 11 | 12 | 11 | 11 | 12 | 10 | 10 | 7  | 6  | 6  | 6  | 7  |
| Boston River         | 6  | 11 | 12 | 10 | 7  | 10 | 9  | 8  | 9  | 8  | 11 | 11 | 11 | 11 | 10 |
| Rampla Juniors       | 13 | 15 | 15 | 15 | 15 | 15 | 15 | 15 | 15 | 15 | 15 | 15 | 15 | 15 | 15 |
| Danubio              | 9  | 6  | 4  | 3  | 2  | 3  | 3  | 4  | 3  | 3  | 4  | 4  | 3  | 3  | 3  |
| River Plate          | 7  | 12 | 10 | 12 | 11 | 9  | 8  | 9  | 7  | 9  | 10 | 10 | 7  | 7  | 6  |
| Racing               | 14 | 13 | 13 | 13 | 13 | 13 | 13 | 13 | 13 | 14 | 13 | 13 | 13 | 13 | 13 |
| Fénix                | 3  | 5  | 9  | 6  | 8  | 12 | 12 | 11 | 11 | 11 | 8  | 9  | 10 | 10 | 9  |
| Liverpool            | 10 | 7  | 7  | 9  | 6  | 4  | 4  | 3  | 4  | 5  | 5  | 5  | 5  | 5  | 5  |
| Torque               | 12 | 14 | 14 | 14 | 14 | 14 | 14 | 14 | 14 | 12 | 14 | 14 | 14 | 14 | 14 |
| Atenas               | 15 | 9  | 11 | 8  | 10 | 8  | 10 | 10 | 12 | 13 | 12 | 12 | 12 | 12 | 12 |
| Progreso             | 11 | 4  | 2  | 4  | 4  | 5  | 5  | 5  | 6  | 7  | 6  | 7  | 8  | 8  | 8  |

### Fixture
| River Plate       | 2:2 (enlace roto disponible en Internet Archive; véase el historial, la primera versión y la última). | Boston River   | Parque Saroldi  | 3 de febrero | 17:00 | Andrés Matonte   |
| Fénix             | 3:1                                                                                                   | Rampla Juniors | Parque Capurro  | 3 de febrero | 17:00 | Jonathan Fuentes |
| Torque            | 2:4                                                                                                   | Nacional       | Centenario      | 3 de febrero | 19:30 | Esteban Ostojich |
| Progreso          | 1:1                                                                                                   | Danubio        | Parque Paladino | 4 de febrero | 17:00 | Oscar Rojas      |
| Cerro             | 1:1                                                                                                   | Liverpool      | Tróccoli        | 4 de febrero | 17:00 | Diego Riveiro    |
| Defensor Sporting | 3:0                                                                                                   | Atenas         | Franzini        | 4 de febrero | 19:30 | Héctor Martínez  |
| Racing            | 0:2                                                                                                   | Peñarol        | Centenario      | 4 de febrero | 19:30 | Pablo Giménez    |
| Libre: Wanderers  | |                |                 |              |       |                  |

| Torque           | 0:3 | Progreso          | José Nasazzi           | 10 de febrero | 17:00 | Fernando Falce     |
| Boston River     | 1:3 | Wanderers         | Parque Artigas         | 10 de febrero | 17:00 | Adrián Pereira     |
| Rampla Juniors   | 0:3 | Nacional          | Parque Viera           | 10 de febrero | 17:00 | Daniel Fedorczuk   |
| Danubio          | 2:1 | Defensor Sporting | Jardines del Hipódromo | 11 de febrero | 17:00 | Christian Ferreyra |
| Fénix            | 0:0 | Cerro             | Parque Capurro         | 11 de febrero | 17:00 | Leodán González    |
| Atenas           | 1:0 | Racing            | Ateniense              | 11 de febrero | 17:00 | Javier Bentancor   |
| Peñarol          | 4:1 | River Plate       | Campeón del Siglo      | 11 de febrero | 19:30 | Jonathan Fuentes   |
| Libre: Liverpool |     |                   |                        |               |       |                    |

| Liverpool         | 2:2 | Boston River   | Belvedere           | 17 de febrero | 17:00 | Christian Ferreyra |
| Progreso          | 4:1 | Rampla Juniors | Abraham Paladino    | 17 de febrero | 17:00 | Daniel Rodríguez   |
| Wanderers         | 1:1 | Peñarol        | Parque Viera        | 17 de febrero | 17:00 | Daniel Fedorczuk   |
| River Plate       | 3:1 | Atenas         | Parque Saroldi      | 18 de febrero | 17:00 | Oscar Rojas        |
| Racing            | 1:2 | Danubio        | Parque Roberto      | 18 de febrero | 17:00 | Yimmy Álvarez      |
| Defensor Sporting | 2:1 | Torque         | Luis Franzini       | 18 de febrero | 17:00 | Leodán González    |
| Nacional          | 2:1 | Fénix          | Gran Parque Central | 18 de febrero | 19:30 | Pablo Giménez      |
| Libre: Cerro      |     |                |                     |               |       |                    |

| Rampla Juniors      | 1:1 | Defensor Sporting | Olímpico               | 24 de febrero | 17:00 | Diego Riveiro    |
| Danubio             | 1:0 | River Plate       | Jardines del Hipódromo | 24 de febrero | 17:00 | Javier Bentancor |
| Peñarol             | 2:1 | Liverpool         | Campeón del Siglo      | 24 de febrero | 19:30 | Leodan González  |
| Fénix               | 2:0 | Progreso          | Parque Capurro         | 25 de febrero | 17:00 | Daniel Fedorczuk |
| Torque              | 2:2 | Racing            | José Nasazzi           | 25 de febrero | 17:00 | Federico Lovesio |
| Atenas              | 2:1 | Wanderers         | Ateniense              | 25 de febrero | 17:00 | Héctor Martínez  |
| Nacional            | 4:0 | Cerro             | Gran Parque Central    | 25 de febrero | 19:30 | Jonathan Fuentes |
| Libre: Boston River |     |                   |                        |               |       |                  |

| Liverpool         | 1:0 | Atenas         | Belvedere      | 3 de marzo | 16:30 | Oscar Rojas        |
| Wanderers         | 0:1 | Danubio        | Parque Viera   | 3 de marzo | 16:30 | Javier Bentancor   |
| Cerro             | 2:3 | Boston River   | Tróccoli       | 3 de marzo | 19:30 | Leodán González    |
| Progreso          | 2:1 | Nacional       | José Nasazzi   | 4 de marzo | 16:30 | Christian Ferreyra |
| River Plate       | 2:2 | Torque         | Parque Saroldi | 4 de marzo | 16:30 | Federico Arman     |
| Racing            | 2:1 | Rampla Juniors | Parque Roberto | 4 de marzo | 16:30 | Gustavo Tejera     |
| Defensor Sporting | 3:2 | Fénix          | Luis Franzini  | 4 de marzo | 19:30 | Javier Bentancor   |
| Libre: Peñarol    |     |                |                |            |       |                    |

| Danubio        | 0:3 | Liverpool         | Jardines del Hipódromo | 10 de marzo | 16:30 | Héctor Martínez    |
| Peñarol        | 2:1 | Boston River      | Campeón del Siglo      | 10 de marzo | 16:30 | Gustavo Tejera     |
| Progreso       | 0:1 | Cerro             | Parque Paladino        | 10 de marzo | 16:30 | Pablo Giménez      |
| Nacional       | 2:0 | Defensor Sporting | Gran Parque Central    | 10 de marzo | 19:00 | Daniel Fedorczuk   |
| Rampla Juniors | 1:2 | River Plate       | Olímpico               | 11 de marzo | 16:30 | Christian Ferreyra |
| Torque         | 1:2 | Wanderers         | José Nasazzi           | 11 de marzo | 16:30 | Claudia Umpierrez  |
| Fénix          | 0:1 | Racing            | Parque Capurro         | 11 de marzo | 16:30 | Jonathan Fuentes   |
| Libre: Atenas  |     |                   |                        |             |       |                    |

| Defensor Sporting | 1:1 | Progreso       | Luis Franzini  | 17 de marzo | 16:30 | Gustavo Tejera   |
| Wanderers         | 1:1 | Rampla Juniors | Parque Viera   | 17 de marzo | 16:30 | Andrés Matonte   |
| River Plate       | 2:1 | Fénix          | Parque Saroldi | 17 de marzo | 16:30 | Antonio García   |
| Racing            | 0:1 | Nacional       | José Nasazzi   | 22 de marzo | 16:00 | Leodán González  |
| Liverpool         | 1:0 | Torque         | Belvedere      | 22 de marzo | 16:00 | Jonathan Fuentes |
| Boston River      | 1:0 | Atenas         | Parque Artigas | 21 de marzo | 16:00 | Esteban Ostojich |
| Cerro             | 0:3 | Peñarol        | Tróccoli       | 21 de marzo | 16:00 | Javier Bentancor |
| Libre: Danubio    |     |                |                |             |       |                  |

| Defensor Sporting | 2:1 | Cerro        | Luis Franzini          | 24 de marzo | 16:00 | Andrés Cunha     |
| Danubio           | 0:0 | Boston River | Jardines del Hipódromo | 24 de marzo | 16:00 | Jonathan Fuentes |
| Fénix             | 1:1 | Wanderers    | Parque Saroldi         | 24 de marzo | 16:00 | Esteban Ostojich |
| Atenas            | 0:2 | Peñarol      | José Nasazzi           | 24 de marzo | 19:00 | Federico Arman   |
| Rampla Juniors    | 1:2 | Liverpool    | Belvedere              | 25 de marzo | 16:00 | Gustavo Tejera   |
| Progreso          | 3:0 | Racing       | Parque Artigas         | 25 de marzo | 16:00 | Daniel Fedorczuk |
| Nacional          | 1:0 | River Plate  | Gran Parque Central    | 25 de marzo | 18:00 | Óscar Rojas      |
| Libre: Torque     |     |              |                        |             |       |                  |

| Cerro                 | 1:0 | Atenas            | Luis Tróccoli     | 27 de marzo | 16:00 | Daniel Fedorczuk   |
| Peñarol               | 1:1 | Danubio           | Campeón del Siglo | 27 de marzo | 20:00 | Esteban Ostojich   |
| Racing                | 2:2 | Defensor Sporting | Parque Roberto    | 28 de marzo | 16:00 | Pablo Giménez      |
| River Plate           | 4:2 | Progreso          | Parque Saroldi    | 28 de marzo | 16:00 | Leodán González    |
| Wanderers             | 0:2 | Nacional          | Parque Viera      | 28 de marzo | 16:00 | Gustavo Tejera     |
| Liverpool             | 1:2 | Fénix             | Belvedere         | 28 de marzo | 16:00 | Fernando Falce     |
| Boston River          | 1:1 | Torque            | Parque Artigas    | 28 de marzo | 16:00 | Federico Modernell |
| Libre: Rampla Juniors |     |                   |                   |             |       |                    |

| Nacional          | 0:0 | Liverpool    | Gran Parque Central    | 31 de marzo | 15:30 | Pablo Giménez    |
| Progreso          | 0:1 | Wanderers    | Parque Paladino        | 31 de marzo | 16:00 | Daniel Rodríguez |
| Rampla Juniors    | 0:0 | Boston River | Olímpico               | 31 de marzo | 16:00 | Daniel Fedorczuk |
| Torque            | 2:0 | Peñarol      | Centenario             | 31 de marzo | 20:30 | Andrés Matonte   |
| Danubio           | 5:0 | Atenas       | Jardines del Hipódromo | 1 de abril  | 16:00 | Leodán González  |
| Defensor Sporting | 5:2 | River Plate  | Luis Franzini          | 1 de abril  | 16:00 | Jonathan Fuentes |
| Racing            | 1:2 | Cerro        | Parque Roberto         | 1 de abril  | 16:00 | Esteban Ostojich |
| Libre: Fénix      |     |              |                        |             |       |                  |

| Boston River    | 0:3 | Fénix             | Parque Saroldi    | 6 de abril | 16:00 | Yimmy Álvarez    |
| Atenas          | 2:0 | Torque            | Ateniense         | 7 de abril | 16:00 | Jonathan Fuentes |
| Cerro           | 3:2 | Danubio           | Luis Tróccoli     | 7 de abril | 16:00 | Oscar Rojas      |
| River Plate     | 1:1 | Racing            | Parque Saroldi    | 8 de abril | 16:00 | Adrián Pereira   |
| Wanderers       | 1:2 | Defensor Sporting | Parque Viera      | 8 de abril | 16:00 | Leodan González  |
| Liverpool       | 1:1 | Progreso          | Belvedere         | 8 de abril | 16:00 | Daniel Fedorczuk |
| Peñarol         | 2:1 | Rampla Juniors    | Campeón del Siglo | 8 de abril | 19:00 | Gustavo Tejera   |
| Libre: Nacional |     |                   |                   |            |       |                  |

| Defensor Sporting | 1:0 | Liverpool    | Luis Franzini       | 13 de abril | 19:15 | Javier Bentancor |
| River Plate       | 1:1 | Cerro        | Parque Saroldi      | 14 de abril | 16:00 | Pablo Giménez    |
| Fénix             | 0:3 | Peñarol      | Centenario          | 14 de abril | 18:00 | Andrés Cunha     |
| Torque            | 0:3 | Danubio      | Martínez Laguarda   | 15 de abril | 16:00 | Daniel Fedorczuk |
| Rampla Juniors    | 1:1 | Atenas       | Olímpico            | 15 de abril | 16:00 | Esteban Ostojich |
| Racing            | 2:3 | Wanderers    | Parque Roberto      | 15 de abril | 16:00 | Jonathan Fuentes |
| Nacional          | 1:0 | Boston River | Gran Parque Central | 15 de abril | 18:00 | Leodan González  |
| Libre: Progreso   |     |              |                     |             |       |                  |

| Danubio                  | 3:1 | Rampla Juniors | Jardines del Hipódromo | 21 de abril | 15:00 | Leodan González  |
| Liverpool                | 2:1 | Racing         | Belvedere              | 21 de abril | 16:00 | Diego Riveiro    |
| Wanderers                | 0:3 | River Plate    | Parque Viera           | 21 de abril | 16:00 | Esteban Ostojich |
| Cerro                    | 1:1 | Torque         | Luis Tróccoli          | 21 de abril | 17:15 | Antonio García   |
| Atenas                   | 3:1 | Fénix          | Ateniense              | 22 de abril | 11:00 | Gustavo Tejera   |
| Peñarol                  | 1:1 | Nacional       | Centenario             | 22 de abril | 16:00 | Daniel Fedorczuk |
| Boston River             | 3:2 | Progreso       | Parque Artigas         | 22 de abril | 16:00 | Diego Dunajec    |
| Libre: Defensor Sporting |     |                |                        |             |       |                  |

| Wanderers         | 0:1 | Cerro        | Parque Viera        | 28 de abril | 15:30 | Gustavo Tejera     |
| Fénix             | 0:1 | Danubio      | Parque Capurro      | 28 de abril | 15:30 | Pablo Giménez      |
| Nacional          | 2:1 | Atenas       | Gran Parque Central | 28 de abril | 17:00 | Christian Ferreyra |
| Progreso          | 0:1 | Peñarol      | José Nasazzi        | 29 de abril | 15:30 | Jonathan Fuentes   |
| Rampla Juniors    | 2:1 | Torque       | Olímpico            | 29 de abril | 15:30 | Fernando Falce     |
| River Plate       | 5:0 | Liverpool    | Parque Saroldi      | 29 de abril | 15:30 | Andrés Matonte     |
| Defensor Sporting | 2:1 | Boston River | Luis Franzini       | 30 de abril | 19:15 | Daniel Fedorczuk   |
| Libre: Racing     |     |              |                     |             |       |                    |

| Atenas             | 0:6 | Progreso          | Ateniense              | 5 de mayo | 15:30 | Daniel Fedorczuk   |
| Peñarol            | 4:1 | Defensor Sporting | Campeón del Siglo      | 5 de mayo | 15:30 | Leodan González    |
| Danubio            | 1:2 | Nacional          | Jardines del Hipódromo | 5 de mayo | 15:30 | Andrés Cunha       |
| Torque             | 0:2 | Fénix             | Luis Tróccoli          | 5 de mayo | 15:30 | Christian Ferreyra |
| Boston River       | 2:1 | Racing            | Parque Artigas         | 6 de mayo | 15:30 | Federico Arman     |
| Liverpool          | 2:0 | Wanderers         | Belvedere              | 6 de mayo | 15:30 | Óscar Rojas        |
| Cerro              | 2:0 | Rampla Juniors    | Luis Tróccoli          | 6 de mayo | 15:30 | Esteban Ostojich   |
| Libre: River Plate |     |                   |                        |           |       |                    |

## Goleadores
| Jugador                                 | Equipo            | Goles | Partidos | Promedio |
| --------------------------------------- | ----------------- | ----- | -------- | -------- |
| David Terans                            | Danubio           | 10    | 14       | 0.71     |
| Gonzalo Bergessio                       | Nacional          | 9     | 14       | 0.6      |
| Germán Rivero                           | Defensor Sporting | 7     | 13       | 0.54     |
| Diego Martiñones                        | Rampla Juniors    | 6     | 9        | 0.67     |
| Nicolás Rodríguez                       | River Plate       | 6     | 13       | 0.46     |
| Leonardo Fernández                      | Fénix             | 6     | 14       | 0.43     |
| Última actualización: 6 de mayo de 2018 |                   |       |          |          |
| Fuente:                                 |                   |       |          |          |